# Поль Тальоні
Паоло (Пауль, Поль) Ніколаус Тальоні (італ. Paul Nikolaus (Paolo Nikola) Taglioni; 12 січня 1808, Відень, Австрійська імперія — 6 січня 1884, Берлін, Німецька імперія) — італійський артист балету, танцівник, хореограф і балетмейстер.

## Біографія
Представник знаменитої італійської балетної династії. Син педагога і балетмейстера Філіппо Тальоні. Молодший брат балерини Марії Тальоні.
Навчався у свого батька і в Парижі у Ж. Ф. Кулона. Дебютував 1825 року в Штутгарті (виконав па-де-де спільно з сестрою Марією Тальоні). У 1826—1829 гастролював у Відні, Мюнхені, Берліні; виступав у Франції, Німеччині з сестрою Марією, нерідко розділяючи її тріумфи.
1831 року поставив свій перший балет — «Die Pagen des Herzogs von Vendôme».
У 1847—1851 і 1856—1857 — соліст лондонського театру «Her Majesty's Theatre», де поставив балети: «Коралія, або Непостійний лицар» (1847), «Tea, або Фея квітів» (1847), «Прима-балерина, або пастка», «Зимові розваги, або Ковзанярі»(обидва —1849), «Метаморфози» (1850), всі — композитора Цезар Пуні. У балетах, поставлених ним в Лондоні, брали участь видатні романтичні танцівниці: Карлотта Грізі, Кароліна Розаті, Марія Тальоні, Амалія Ферраріс, А. Боскетті й ін.
Працював в Королівській опері в Берліні, в міланській «Ла Скала». У 1856—1883 — балетмейстер берлінської Придворної опери, де поставив один з найвідоміших своїх балетів «Пригоди Фліка і Флока» П. Л. Гертеля (1858), потім «Корсар», «Ретельна пересторога» (1864), «Коппелія» (1882) і ін. Рівнодночасно ставив спектаклі в Мілані, Москві, Петербурзі, Відні та ін.
Поставлені ним, крім того, балети: «Теа, або Фея квітів», «Фьоріта», «Прима-балерина», «Зимові розваги» та ін.
Спочатку постановки П. Тальоні були відзначені впливом батька, потім балетмейстер почав створювати свій стиль, вводячи постановочні і технічні нововведення (ефекти електричного освітлення та ін.).
Постановки П. Тальоні, створені в епоху повсюдно розпочатого занепаду балетного мистецтва, певною мірою, протистояли цій тенденції і допомогли німецькому балетному театру зберегти високий художній і виконавський рівень.